# Dynamische en formele equivalentie
Dynamische en formele equivalentie zijn twee mogelijke analyses van de manier waarop bij het vertalen met moeilijke vertaalbare woorden en woordgroepen - te denken valt aan zaken als realia, vaste uitdrukkingen en idioom - kan worden omgegaan. Volgens de eerste benadering (die ook wel bekendstaat als functionele equivalentie) moet vooral de onderliggende gedachte van de brontekst in de doeltaal zo adequaat mogelijk worden overgebracht, desnoods ten koste van zaken als woordvolgorde en schrijfstijl.  Volgens de andere benadering moet de vertaling een zo letterlijk mogelijke woord-voor-woord-weergave van de brontekst zijn, desnoods ten koste van de stijl van de doeltaal. Bij dynamische equivalentie staat dus de leesbaarheid centraal, en bij formele equivalentie het letterlijke vertalen.
De termen "formeel equivalent" en "dynamisch equivalent" zijn bedacht door Eugene Nida. Oorspronkelijk hadden ze alleen betrekking op het vertalen van de Bijbel, maar inmiddels worden ze gebruikt in alle soorten vertalingen.  

## Theorie en praktijk
Dynamische equivalentie wordt vooral toegepast wanneer de leesbaarheid van de doeltekst zwaarder weegt dan het behoud van de originele bewoordingen. Bij het vertalen van een roman zal dus vooral dit procedé worden toegepast, terwijl in de diplomatie eerder formele equivalentie zal worden toegepast, aangezien de in de brontaal voorgestelde stand van zaken in dit geval op geen enkele manier verdraaid mag worden in de doeltaal.
Volledige formele equivalentie (ook bekend als concordante vertaling) is eigenlijk alleen in theorie mogelijk, alleen al omdat er niet altijd in verschillende talen volledige vertaalequivalenten  van hetzelfde begrip bestaan. In zo'n geval kan bijvoorbeeld door middel van dynamische  equivalentie een neologisme in de doeltaal worden gecreëerd, of het onvertaalbare woord kan gewoon als leenwoord letterlijk worden overgenomen. Dit laatste komt nog het meest voor; zo is het bijvoorbeeld op grote schaal gebeurd in de Indo-europese talen, toen exotische dier- en plantensoorten als kangoeroe en kiwi moesten worden benoemd. Bij de vertalingen van de Bijbel zijn op deze manier op grote schaal chiastische structuren en retorische wendingen behouden.